# União Aduaneira da União Europeia
A União Aduaneira da União Europeia (UAUE; em inglês: European Union Customs Union, EUCU), formalmente conhecida como União Aduaneira Comunitária, é uma união aduaneira que abrange todos os estados-membros da União Europeia (UE), o Mónaco e o Território de Além-Mar Britânico de Acrotíri e Deceleia. Alguns territórios destacados dos estados-membros da UE não participam na união aduaneira, geralmente como resultado da sua separação geográfica. Para além da UAUE, a UE tem uniões aduaneiras com Andorra, São Marino e Turquia (com exceção de certos bens), por meio de acordos bilaterais separados.
Nesta união aduaneira, não há barreiras tarifárias ou não-tarifárias ao comércio entre os membros da união aduaneira e – ao contrário de uma área de livre comércio – os membros da união aduaneira impõem tarifas externas comuns (harmonizadas) a todos os bens que entram na união.
A Comissão Europeia negocia por e em nome da União como um todo em acordos comerciais internacionais, em vez de cada estado-membro negociar individualmente. Também representa a União na Organização Mundial do Comércio (OMC) e quaisquer disputas comerciais são obrigatoriamente mediadas por ela.

## Tarifas externas comuns
A União Aduaneira da UE define as tarifas das importações para a UE de outros países terceiros, atualizando a Pauta Integrada das Comunidades Europeias (TARIC) que assenta no Sistema Harmonizado da Organização Mundial das Alfândegas (OMA) e na Nomenclatura Combinada da UE. Estas taxas são detalhadas e dependem do tipo específico de produto importado, podendo também variar conforme a época do ano. O pagamento da totalidade da taxa tarifária prevista no tratamento de Nação Mais Favorecida (Most Favoured Nation, MFN) da OMC aplica-se apenas aos países terceiros que não possuem um Acordo de Livre Comércio com a UE ou não estão num regime de isenção reconhecido pela OMC, tal como o regime Tudo Menos Armas (Everything But Arms, EBA) que é um acordo de ajuda da UE para os Países Menos Desenvolvidos (PMD).

## União e trânsito comum
O trânsito da União, anteriormente denominado "trânsito comunitário", é um regime geralmente aplicável à circulação de mercadorias não-comunitárias relativamente às quais não foram pagos direitos aduaneiros e outros encargos devidos na importação, bem como de mercadorias da União que, entre o ponto de partida e ponto de destino na UE, têm de passar pelo território de um país terceiro.
O regime de trânsito comum é utilizado para a circulação de mercadorias entre os estados-membros da UE, os países da AECL (EFTA) (Islândia, Noruega, Liechtenstein e Suíça), a Turquia (desde 1 de dezembro de 2012), a Macedónia do Norte (desde 1 de julho de 2015) e a Sérvia (desde 1 de fevereiro de 2016). O funcionamento do procedimento de trânsito comum com o Reino Unido está assegurado, uma vez que o Reino Unido depositou o seu instrumento de adesão a 30 de janeiro de 2019 junto do Secretariado do Conselho da UE. O procedimento baseia-se na Convenção de 20 de maio de 1987 sobre um regime de trânsito comum. As regras são efetivamente idênticas às do trânsito da União Europeia.
O eurodeputado Edward Kellett-Bowman, como relator (rapporteur) de uma Comissão de Inquérito do Parlamento Europeu, apresentou um relatório ao Parlamento em fevereiro de 1997 que identificou a remoção dos controlos de fronteira e a falta de cooperação dos estados-membros como sendo responsáveis por um aumento do crime organizado e do contrabando. O relatório de Kellett-Bowman levou a União Europeia a criar um órgão de investigação alfandegária e a informatizar os sistemas de monitorização do trânsito.

## Código Aduaneiro da União
O Código Aduaneiro da União (CAU; em inglês: Union Customs Code, UCC), destinado a modernizar os procedimentos aduaneiros, entrou em vigor a 1 de maio de 2016. A Comissão Europeia afirmou que os objetivos do CAU são a simplicidade, o serviço e a rapidez. A implementação ocorreu durante um certo período de tempo e a maioria dos aspetos da implementação foi concluída até 31 de dezembro de 2020, embora algumas formalidades geridas por sistemas eletrónicos possam não estar totalmente implementadas até 2025.
Um dos principais objetivos do CAU é avançar para a utilização completa de sistemas eletrónicos para as interações entre as empresas e as autoridades aduaneiras, e entre autoridades aduaneiras, pondo fim a todos os processos alfandegários suportados em papel.

## Participantes fora da UE
O Mónaco e o Território de Além-Mar Britânico de Acrotíri e Deceleia são partes integrantes do território aduaneiro da UE.
| Estado / território               | Acordo                                                                            | Entrada em vigor  |
| --------------------------------- | --------------------------------------------------------------------------------- | ----------------- |
| Mónaco                            | Convenção Aduaneira Franco-Monegasca                                              | 1968              |
| Acrotíri e Deceleia (Reino Unido) | Tratado de Adesão de 2003 Acordo de saída do Brexit (Brexit withdrawal agreement) | 1 de maio de 2004 |

## Territórios da UE com derrogações (opt-outs)
Embora todos os estados-membros da UE façam parte da união aduaneira, nem todos os seus respetivos territórios participam. Os territórios dos estados-membros que permaneceram fora da UE (territórios de além-mar da União Europeia) geralmente não participam na união aduaneira.
No entanto, alguns territórios da UE não participam na união aduaneira por razões fiscais e/ou geográficas:
- Büsingen no Alto Reno (enclave alemão na Suíça, parte da União Aduaneira Suíça—Liechtenstein)[22][23]
- Heligoland (pequeno arquipélago alemão no Mar do Norte com isenção de IVA)[22][21]
- Livigno (cidade alpina remota na Itália com estatuto de isenção de IVA)[22][23]
- Ceuta e Melilha (territórios espanhóis em África com isenção de IVA).[22][23]

### Derrogações (opt-outs) históricas
Os seguintes territórios foram excluídos até o final de 2019:
- Campione d'Italia (um enclave da Itália cercado por território da Suíça)[21]
- as águas italianas do Lago de Lugano[21]

## Uniões aduaneiras bilaterais
Andorra, São Marino e Turquia estão cada um numa união aduaneira com a UE.
| Estado     | Acordo | Entrada em vigor       | Observações               |
| ---------- | --- | ---------------------- | ------------------------- |
| Andorra    | Acordo sob a forma de Troca de Cartas entre a Comunidade Económica Europeia e o Principado de Andorra – Declarações Comuns                                           | 1 de janeiro de 1991   | Exclui produtos agrícolas |
| São Marino | Acordo de Cooperação e União Aduaneira entre a Comunidade Económica Europeia e a República de São Marino                                                             | 1 de abril de 2002     |                           |
| Turquia    | Decisão n.º 1/95 do Conselho de Associação CE-Turquia, de 22 de dezembro de 1995, relativa à implementação da fase final da União Aduaneira União Europeia – Turquia | 31 de dezembro de 1995 | Exclui produtos agrícolas |

## Regimes especiais relativos aos territórios do Reino Unido
O Reino Unido da Grã-Bretanha e Irlanda do Norte deixou a União Europeia a 31 de janeiro de 2020 e os acordos de transição terminaram a 31 de dezembro de 2020. Foram feitos acordos especiais para as partes do Reino Unido e os seus territórios que partilham uma fronteira terrestre com um estado-membro da UE.

### Irlanda do Norte
A Irlanda do Norte deixou de ser membro da União Aduaneira da União Europeia: o seu comércio com a Grã-Bretanha e o seu comércio com a União Europeia são agora regulados pelo Acordo de Comércio e Cooperação UE-Reino Unido (EU–UK Trade and Cooperation Agreement), pela Lei da União Europeia (Relacionamento Futuro) de 2020 e a Lei do Mercado Interno do Reino Unido de 2020. Estas incluem disposições especiais para o comércio de mercadorias entre a Irlanda do Norte e a UE que, para muitos propósitos, são semelhantes às que se aplicam na União Aduaneira, embora a Irlanda do Norte continue a fazer parte do território aduaneiro do Reino Unido.

### Gibraltar
Gibraltar deixou a UE simultaneamente com o Reino Unido. Quando fazia parte da UE, era um dos territórios da UE com derrogação (opt-out) e não fazia parte da União Aduaneira da UE. Um acordo de princípio foi alcançado entre a UE, o Reino Unido e Gibraltar para negociar um tratado que incluiria disposições para o comércio de mercadorias entre a UE e Gibraltar. Estes seriam "substancialmente semelhantes" aos da União Aduaneira da UE. Em julho de 2021, o acordo ainda não havia sido concluído.

### Acrotíri e Deceleia
Como já mencionado acima, o Território de Além-Mar Britânico de Acrotíri e Deceleia na ilha de Chipre é parte integrantes do território aduaneiro da UE.